# Seixo (Mira)
Seixo es una freguesia portuguesa del concelho de Mira, con 15,70 km² de superficie y 1.339 habitantes (2001). Su densidad de población es de 85,3 hab/km².